# 安德鲁·朗
小安德鲁·查尔斯·朗（英語：Andrew Charles Lang Jr.，1966年6月28日—），美国NBA联盟前职业篮球运动员。他在1988年的NBA选秀中第2轮第28顺位被菲尼克斯太阳选中。